# Il mostro di Frankenstein
Il mostro di Frankenstein è un film muto del 1920 diretto da Eugenio Testa. È il terzo film tratto dal romanzo Frankenstein, o il Prometeo moderno (1816) di Mary Shelley e il primo di produzione italiana. È ritenuto il primo film horror italiano di sempre.

## Trama
«Uno scienziato riesce a fabbricare un uomo con una formula chimica di sua invenzione, ma la creatura (Guarracino) si ribella al suo creatore e commette ogni sorta di disastri fino a quando sarà ridotto all’impotenza da Sansone (Albertini)».

Il Barone Frankenstein cerca la formula per dare la vita alla materia che è morta. Dopo vari tentativi porta alla vita un corpo composto da parti di più cadaveri: la creatura si rivelerà una vera e propria calamità.

## Distribuzione
Il film ebbe la sua prima proiezione a Roma il 4 luglio 1921. É noto anche con il titolo The Monster of Frankenstein.

Si ritiene che la pellicola sia andata perduta.